# Erich Erlenbach
Erich Erlenbach (* 16. April 1939 in Düsseldorf) ist ein deutscher Journalist und Autor. Lange Zeit vor allem für die Frankfurter Allgemeine Zeitung tätig lagen seine Schwerpunkte im Bereich Wirtschafts- und Versicherungsjournalismus, dabei veröffentlichte er diverse in mehrfachen Auflagen erschienene Bücher zu Vermögensbildung und Kapitalanlage an Börsen.

## Werdegang
Der nach dem Zweiten Weltkrieg in Frankfurt am Main groß gewordene Erlenbach studierte zwischen 1959 und 1964 Betriebswirtschaftslehre an der Johann Wolfgang Goethe-Universität, wo er als Diplom-Kaufmann graduierte. Zunächst blieb er als wissenschaftlicher Assistent von Paul Riebel an der Hochschule und beschäftigte sich vor allem mit der Kostenrechnung. 1966 ging er zur Frankfurter Allgemeinen Zeitung, wo er zunächst in der Firmenredaktion und später in der Finanz- und Börsenredaktion tätig war. Bis April 2004 war er für die Zeitung tätig.
Erlenbach ist Autor mehrerer Bücher über private Vermögensverwaltung und Börsenthemen. Das gemeinsam mit Frank Gotta geschriebene Buch So funktioniert die Börse erschien 1977 erstmals, 1985 gab es bereits die fünfte Auflage des Werks. Auch andere Werke wurden mehrfach aufgelegt. In der FAZ-Reihe Geld + Anlage 'XX (dabei steht XX für das jeweilige Kalenderjahr) fungierte er zudem zeitweise als Herausgeber. 1985 wurde ihm der DWS-Preis für die Wirtschaftspresse verliehen, 2000 der Medienpreis der AachenMünchener Versicherungen.
Erlenbach engagierte sich im Deutschen Verein für Versicherungswissenschaft, 2001 gehörte er zum Gründungsvorstand des Vereins der Versicherungsjournalisten. Im November 2008 legte er gemeinsam mit Rolf Combach nach sieben Jahren Tätigkeit das Vorstandsmandat nieder. Zuvor war er ab 1997 als Nachfolger von Klaus-Friedrich Otto Vorsitzender des Internationalen Clubs Frankfurter Wirtschaftsjournalisten gewesen.

## Werke
- Mehr Geld durch Geld : so macht man Vermögen Societäts-Verlag, Frankfurt am Main 1973, ISBN 3-7973-0237-1
- mit Frank Gotta: So funktioniert die Börse. Ein Streifzug durch das Geschehen an den Finanzmärkten. Societäts-Verlag, Frankfurt am Main 1977, ISBN 3-7973-0304-1.
- Finanzierungs-Prüfliste für den Bauherrn : das optimale Finanzierungspaket beim Hausbau, Hauskauf und Umbau Compact-Verlag, München, 1979, ISBN 3-922085-31-8.
- Vermögen verwalten – Vermögen erhalten Societäts-Verlag, Frankfurt am Main 1992, ISBN 3-7973-0515-X.